# Perception (Art Farmer)
Perception è un album del quartetto di Art Farmer, pubblicato dalla Argo Records nel 1964. I brani furono registrati il 25, 26 e 27 ottobre 1961 al Nola's Penthouse Sound Studios di New York (Stati Uniti).

## Tracce
Lato A
1. Punsu – 5:13 (Art Farmer)
2. The Day After – 2:22 (Tom McIntosh)
3. Lullaby of the Leaves – 4:15 (Bernice Petkere, Joe Young)
4. Kayin' – 3:52 (Art Farmer)

Lato B
1. Tonk – 5:30 (Ray Bryant)
2. Blue Room – 3:54 (Lorenz Hart, Richard Rodgers)
3. Change Partners – 5:18 (Irving Berlin)
4. Nobody's Heart – 4:00 (Lorenz Hart, Richard Rodgers)

## Musicisti
- Art Farmer - flicorno
- Harold Mabern - pianoforte
- Tommy Williams - contrabbasso
- Roy McCurdy - batteria